# 鵜頭川村事件
『鵜頭川村事件』（うずかわむらじけん）は、櫛木理宇による日本のミステリ、ホラー小説。2018年6月25日に文藝春秋から単行本が刊行されたのち、2020年11月10日に文庫化された。
2022年4月に文春オンラインでコミカライズされ、同年8月にテレビドラマ化された。

## あらすじ
1979年・6月。岩森明と娘・愛子は、3年ぶりの墓参りの為、亡き妻・節子の故郷・鵜頭川村へやって来る。
だが、村は豪雨に見舞われてしまう。そんな中、一人の若者の死体が発見された。
犯人は村の有力者・矢萩吉朗の息子で問題児・大助だと若者達は息巻くが、誰も矢萩家には逆らうことができず、事件はうやむやとなる。
抱えていた家同士の対立が顕在化し出して、若者達は自警団を結成して、革命を起こそうとする。
村が騒乱に巻き込まれていく中、明と愛子は閉ざされた村から逃れることが出来るのか？

## 登場人物
岩森明（）
本作の主人公。15歳で上京し、働きながら夜学で学び、看護婦の節子と結婚。娘の愛子を授かるが、妻を3年前に亡くす。
降谷辰樹（）
村の自警団のリーダー。
矢萩元市（）
亡妻・節子の伯父。岩森親子を離れに泊めている。
矢萩吉朗（）
元市の兄。村の実質的な支配者。
矢萩大助（）
吉朗の息子。酒乱で、村民から嫌われている。
矢萩廉太郎（）
矢萩の血筋ながら、対立する降谷家の港人と親友。
降谷港人（）
煙草屋の息子。村から出て行った兄・敦人は辰樹の親友だった。

## 書誌情報
- 櫛木理宇『鵜頭川村事件』
  - 単行本：2018年06月25日発売、文藝春秋、ISBN 978-4-16-390828-1
  - 文庫本：2020年11月10日発売、文春文庫、ISBN 978-4-16-791545-2

## 漫画
2022年4月11日より、河野那歩也によるコミカライズ版が文春オンラインにて連載中。原作に忠実な内容で描かれている。
連載終了に先立ち、上下巻の単行本が刊行されている。
- 河野那歩也（作画）・櫛木理宇（原作） 『鵜頭川村事件』 文藝春秋、上下巻
  1. 2022年8月10日発売、ISBN 978-4-16-090128-5
  2. 2022年8月10日発売、ISBN 978-4-16-090129-2

## テレビドラマ
2022年8月28日から10月2日まで、WOWOWプライム・WOWOWオンデマンドの「連続ドラマW」にて放送・配信された。主演は松田龍平。
ドラマでは時代や設定などが改編されている。
全6話。

### キャスト

#### 主要人物
- 岩森明 - 松田龍平
- 矢萩有美/岩森仁美 - 蓮佛美沙子[9]（幼少期：小林美友[10]/小林莉緒[10]）

#### 矢萩総業
- 矢萩吉朗 - 伊武雅刀[9]
- 矢萩大助 - 板橋駿谷[9]
- 矢萩勝利 - 吉岡睦雄[9]
- 矢萩光恵 - 金谷真由美[11]
- 矢萩信雄 - 森優作[11]
- 矢萩廉太郎 - 宇佐卓真[9]
- 二延正文 - 二階堂新太郎[12]
- 野間寿也 - 成松修[13]
- 森浦泰然 - 保田泰志[14]
- 猪俣 - 猪飼公一[15]
- 神谷隆義 - 神原哲[16]
- 役名不明 - 渡部龍平[17]、福吉寿雄[18]、屋良学[19]

#### 鵜頭川村青年団
- 降谷辰樹 - 工藤阿須加[9]
- 降谷敬一 - 篠原悠伸[11]
- 西尾健治 - 大下ヒロト[11]
- 降谷百合 - 中井千聖[11]
- 白鳥芽衣子 - 冨手麻妙[9]
- 降谷耕平 - 櫻井健人[11]
- 菊池奈美恵 - 澤奈央[20]
- 降谷源太 - 浜島大将[21]

#### 鵜頭川村村民
- 降谷正宗 - 綾田俊樹[9]
- 降谷邦枝 - 枝元萌[11]
- 降谷清作 - 森下創[11]
- 降谷美咲 - 山田杏奈[9]
- 吉見忠彦 - 荒川良々[9]
- 吉見妙子 - 和田光沙[9]
- 羽田滋一 - 針原滋[22]
- メイ - 飯山さな[23]
- よしこ - 三浦とき[24]
- 降谷茂 - 水野智則[25]
- 降谷多美 - 松本享子[26]
- 常川 - 柴田常吉[27]
- 降谷志乃生 - 羽柴志織[28]
- 田所悦子 - 仲野元子[29]

#### 岩森明の関係者
- 岩森愛子 - 丸山澪[11]
- 弁護士 - 白畑真逸[30]

#### 矢萩有美の関係者
- 矢萩静子 - 菊地由希子[31]

#### その他
- 金井誠 - 眞島秀和[9]
- バス運転手 - 森下能幸[32]
- 松橋 - 花ヶ前浩一[30]
- 記者 - 水間ロン[33]
- 佐幸英夫（長野県知事）- 松澤仁晶

#### 役名不明
- 演 - 小野寺ずる[34]、吉田昂平、五頭岳夫[35]、吉田光輝、福田航也[19]、伊藤静流、山川真里果[36]、佐藤幾優[37]、小野塚老、柴山美保[19]、川畑和雄[38]、山城秀之[39]、ホリベン[40]、鯉沼トキ[41]、茂木沙月[42]、玉りんど[43]、ばくみゆう、長田拓郎[44]、増田美香、大瀧慶祐[45]、木村史明(声の出演)[46]

### スタッフ
- 原作 - 櫛木理宇『鵜頭川村事件』（文春文庫刊）
- 脚本 - 和田清人
- 監督 - 入江悠
- 音楽 - 池永正二
- プロデューサー - 小髙史織、澤岳司
- 共同プロデューサー - 小林祐介
- 制作協力 - デジタル・フロンティア
- 製作 - WOWOW

### 放送日程
| 各話   | 放送日   |
| ------ | -------- |
| 第1話  | 08月28日 |
| 第2話  | 09月04日 |
| 第3話  | 09月11日 |
| 第4話  | 09月18日 |
| 第5話  | 09月25日 |
| 最終話 | 10月02日 |

| WOWOW 連続ドラマW 日曜オリジナルドラマ       | WOWOW 連続ドラマW 日曜オリジナルドラマ   | WOWOW 連続ドラマW 日曜オリジナルドラマ             |
| 前番組                                       | 番組名                                   | 次番組                                             |
| -------------------------------------------- | ---------------------------------------- | -------------------------------------------------- |
| 雨に消えた向日葵 （2022年7月24日 - 8月21日） | 鵜頭川村事件 （2022年8月28日 - 10月2日） | シャイロックの子供たち （2022年10月9日 - 11月6日） |